# Bartsia crisafullii
Bartsia crisafullii är en snyltrotsväxtart. Bartsia crisafullii ingår i släktet svarthösläktet, och familjen snyltrotsväxter.

## Underarter
Arten delas in i följande underarter:
- B. c. acutiloba
- B. c. crisafullii